# Lauritz Bergendahl
Lauritz Bergendahl, född 30 januari 1887, död 15 april 1965, var en norsk skidlöpare.
Bergendahl var en av Norges främsta skidåkare, både i backhoppning och längdskidåkning. Han blev tysk och österrikisk skidmästare 1913. Bergendahl medverkade vid konstruktionen av en tillförlitlig skidbindning, som gjorde hans namn världsbekant.